# Quentin Roosevelt (aviso)
Le Quentin Roosevelt était un aviso construit sous le nom de Flamant à l'arsenal de Rochefort de 1913 à 1917. Mis en service en avril 1918 il est renommé Quentin Roosevelt fin 1919 en honneur du fils du président Theodore Roosevelt qui a rejoint les Forces aériennes françaises. Son avion Nieuport 28 avait été abattu le 14 juillet 1918 lors d'un combat aérien par un avion allemand au-dessus de Chamery (commune de Coulonges-Cohan dans l'Aisne).

## Histoire
Le Flamant, en mai 1918, est utilisé comme patrouilleur auxiliaire.
Il prend son service en tant qu'aviso-garde pêche à la Station navale de la Manche et de la mer du Nord reconstituée en avril 1919 à Boulogne-sur-Mer avec deux annexes (les chalutiers Sentinelle et Sajou). 
En juin 1928, avec le croiseur léger Strasbourg ils tentent de retrouver l'hydravion français Latham 47 transportant Roald Amundsen dans la mer de Barents.
En avril 1934, la station prend alors le nom de Station navale de la Manche, de la mer du Nord et d'Islande, avec l'aviso Ailette qui remplace les chalutiers.
Il participe à la Bataille de Dunkerque en 1940 puis est saisi par la Royal Navy le 3 juillet 1940. Sous le matricule HMS Quentin Roosevelt (FT317), il devient le premier navire d’entraînement sur lequel les recrues belges de la Royal Navy Section belge (RNSB) ont reçu une formation, puis transporteur de troupes et d'équipement.
De janvier 1941 à janvier 1942 il est armé par un équipage belge et intègre la Royal Navy Section belge car la FNFL manque de personnel disponible. Il est rééquipé comme chasseur anti-sous-marin et basé à Kirkwall en Écosse au sein du 24e Groupe anti-sous-marin.
Il est restitué à la Marine française en juin 1945 et sert comme navire de protection des pêches. Il est rayé des listes de la Flotte de Cherbourg le 17 février 1947. Mis en vente en février 1950, il est démoli en 1955.